# Diecezja Itapeva
Diecezja Itapeva (łac. Dioecesis Itapevensis) – diecezja Kościoła rzymskokatolickiego w Brazylii. Należy do metropolii Sorocaba wchodzi w skład regionu kościelnego Sul 1. Została erygowana przez papieża Pawła VI bullą Quantum spei bonae 2 marca 1968.